# Franz Xaver Messerschmidt

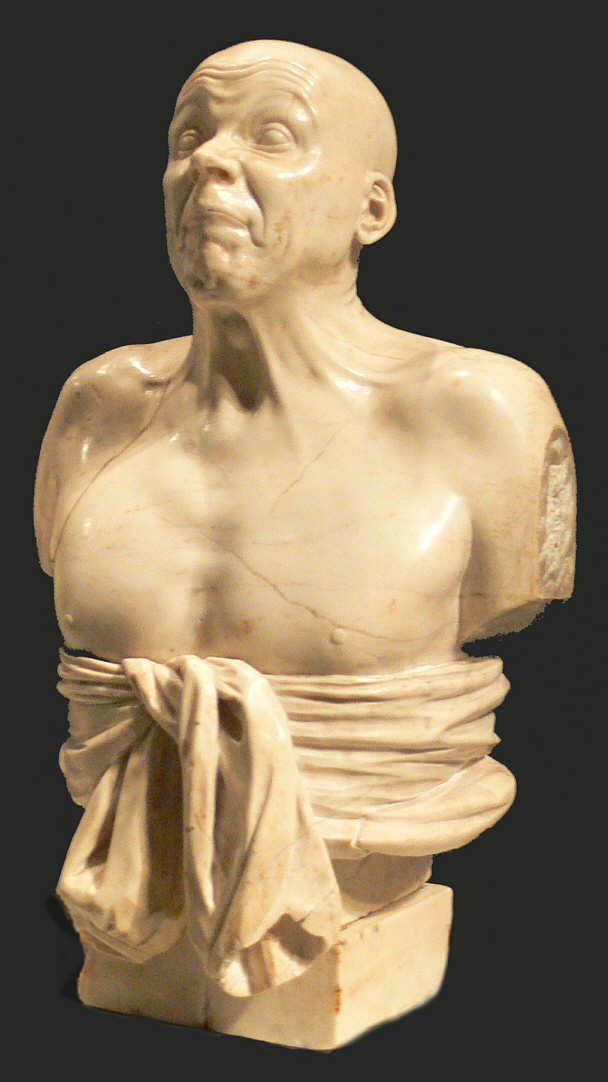
"Karaktärshuvud" av Franz Xaver Messerschmidt.

Franz Xaver Messerschmidt, född 6 februari 1736 i Wiesenstieg, Bayern, död 19 augusti 1783 i Pressburg, var en tysk-österrikisk skulptör, verksam i övergången mellan barocken och klassicismen. Han är särskilt känd för sina "karaktärshuvuden" (Charakterköpfe), en samling om cirka femtio byster med ansikten förvridna i grimaser och extrema ansiktsuttryck som ett studium av affekter och fysionomi.
Det anses han led av Crohns sjukdom, en kronisk inflammation i mag-tarmkanalen som kan framkalla smärtor som är tillräckligt allvarliga för att orsaka hallucinationer.

## Bildgalleri

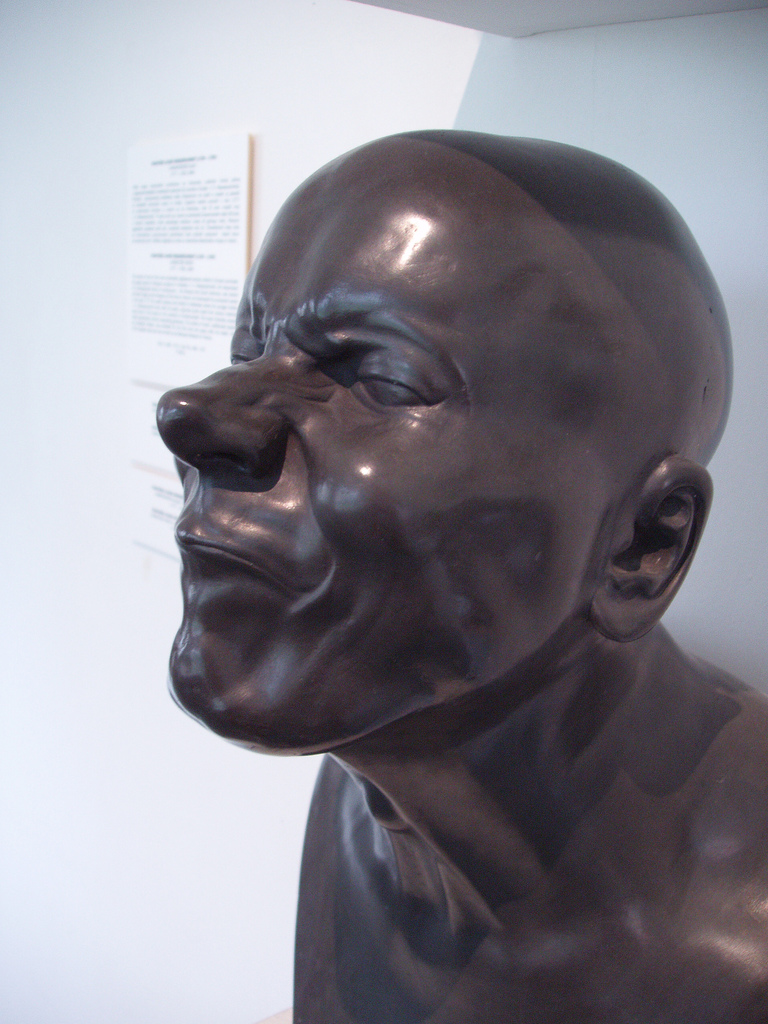
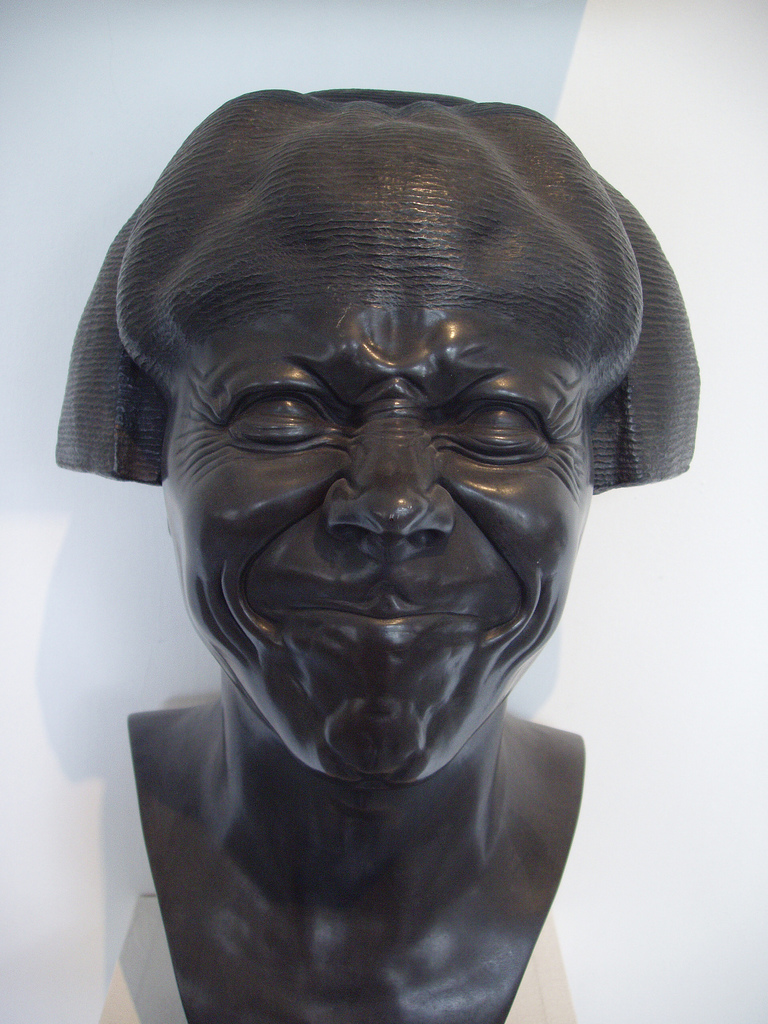
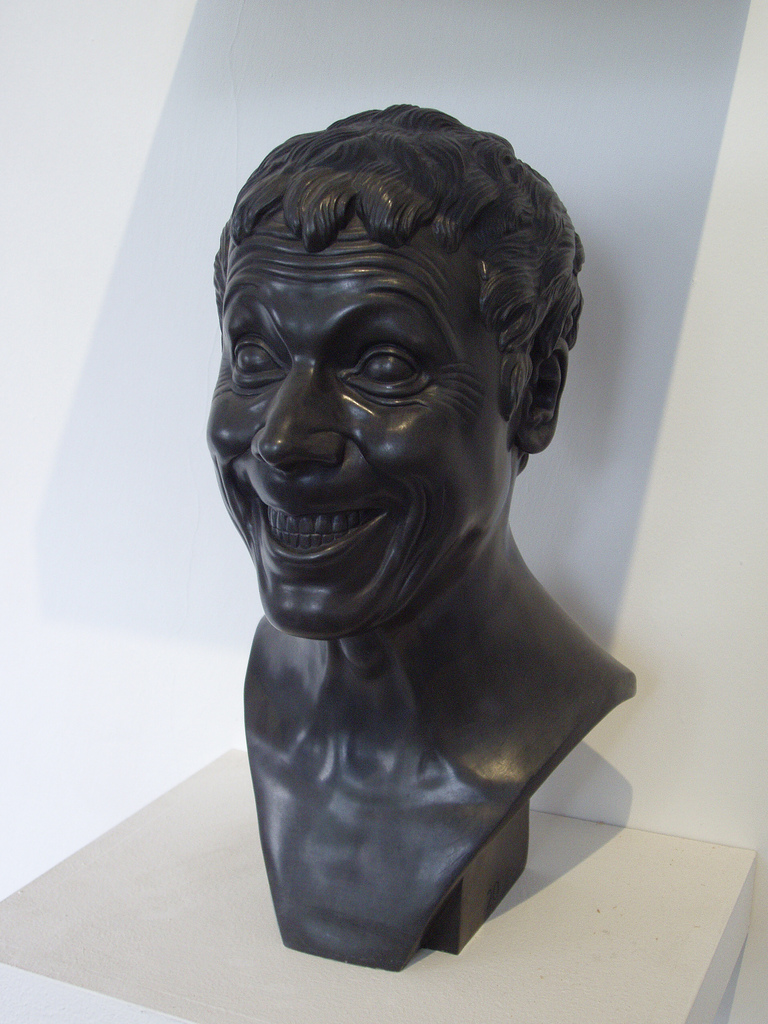
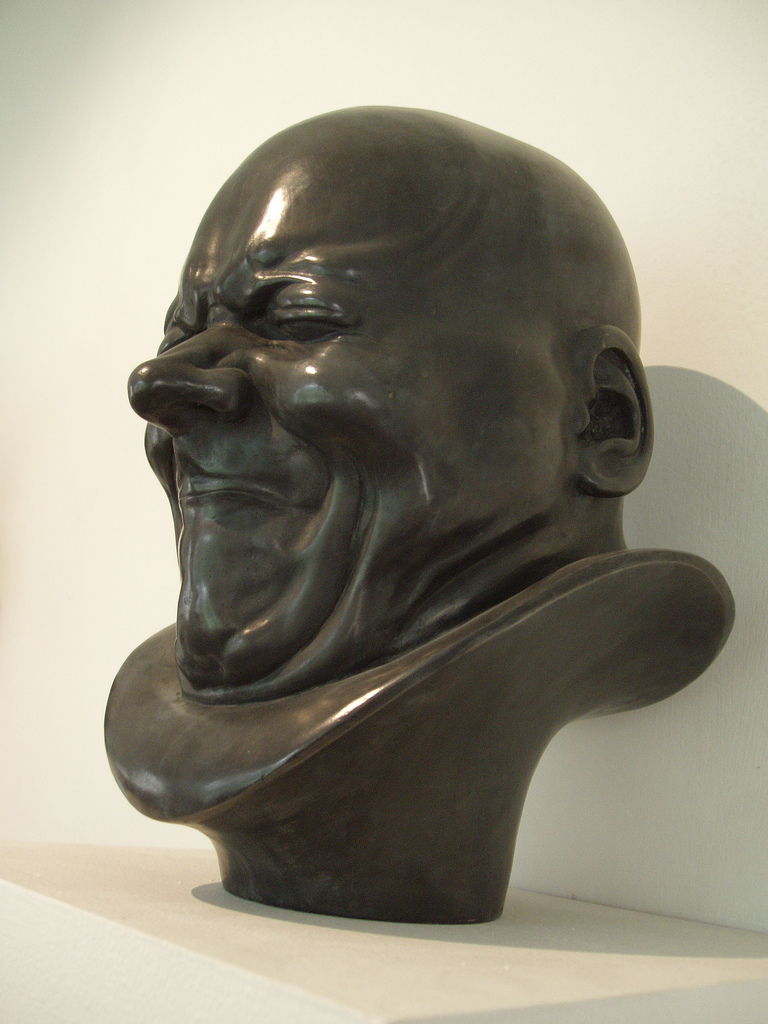